# Aleksandr Daganski
Aleksandr Juljewicz Daganski (ros. Александр Юльевич Даганский, ur. 1902 w Rosławiu, zm. 1952) – funkcjonariusz radzieckich służb specjalnych, podpułkownik bezpieczeństwa państwowego.

## Życiorys
Urodzony w rodzinie żydowskiej, od 1918 był żołnierzem Czerwonej Gwardii na Północnym Kaukazie, w latach 1918-1919 funkcjonariusz operacyjny charkowskiej gubernialnej Czeki, a 1920-1922 połtawskiej gubernialnej Czeki. Od marca 1922 do 1924 pracownik gubernialnego oddziału GPU w Połtawie, 1924-1925 komendant miejskich wojsk OGPU ds. ochrony przemysłu cukrowego, 1925-1926 pełnomocnik zakładu cukrowego w Smile, 1926-1927 zastępca dyrektora kombinatu mącznego w mieście Ordżonikidze, 1927-1928 pracował w fabryce im. Stalina w Moskwie. Od 1928 ponownie funkcjonariusz OGPU, pełnomocnik Wydziału Specjalnego Moskiewskiego Okręgu Wojskowego, od 1930 starszy pełnomocnik Zarządu Ekonomicznego GPU Jakuckiej ASRR, od 1932 członek WKP(b), 1932-1933 starszy pełnomocnik Pełnomocnego Przedstawicielstwa OGPU obwodu moskiewskiego, 1933-1934 szef oddziału sektora operacyjnego OGPU w Twerze, 1934 pomocnik szefa oddziału Zarządu Ekonomicznego PP OGPU obwodu moskiewskiego. Od 13 lipca 1934 pomocnik szefa oddziału Wydziału Ekonomicznego Zarządu Bezpieczeństwa Państwowego (UGB) Zarządu NKWD obwodu moskiewskiego, 1936 szef oddziału tego zarządu i pomocnik szefa oddziału Wydziału Ekonomicznego Głównego Zarządu Bezpieczeństwa Państwowego, od 13 września 1936 starszy porucznik bezpieczeństwa państwowego, od listopada 1936 do 1937 pomocnik szefa oddziału Wydziału Kontrwywiadowczego/Wydziału 3 Głównego Zarządu Bezpieczeństwa Państwowego, 1937-1938 szef oddziału Wydziału 3 Głównego Zarządu Bezpieczeństwa Państwowego, 5 listopada 1937 awansowany na kapitana bezpieczeństwa państwowego. Od 1938 do stycznia 1939 zastępca szefa, a od stycznia do czerwca 1939 p.o. szefa Wydziału 2 Głównego Zarządu Ekonomicznego NKWD ZSRR, 1939-1941 zastępca szefa Zarządu Budownictwa Drogi Zachodnioukraińskiej nr 1 i Rówieńskiego Obozu Jenieckiego, 1941-1944 zastępca szefa zarządu kombinatu Poprawczego Obozu Pracy NKWD, 11 lutego 1943 mianowany podpułkownikiem bezpieczeństwa państwowego, od 4 września 1944 zastępca szefa, później szef Daszkesanstroja NKWD. Odznaczony Orderem „Znak Honoru” (22 lipca 1937) i Odznaką „Honorowy Funkcjonariusz Czeki/GPU (XV)” (9 maja 1938).